# 자크 페랭
자크 페랭(프랑스어: Jacques Perrin, 본명: 자크 앙드레 시모네(Jacques André Simonet), 1941년 7월 13일 ~ 2022년 4월 21일)는 프랑스의 배우, 영화 감독이다. 《시네마 천국》에서 중년 모습의 토토를 맡았다. 1966년 베네치아 영화제 남우주연상 수상자이기도 하다.